# 第40回ジャパンカップ
- ジャパンカップ > 第40回ジャパンカップ
- 第38回ジャパンカップ > 第39回ジャパンカップ > 第40回ジャパンカップ

第40回ジャパンカップ（だい40かいジャパンカップ、40th JAPAN CUP）は、2020年11月29日にの東京競馬場（府中市）にて行われた競馬のG1競走である。
第162回天皇賞にて史上初となる芝のGI級競走8勝目を挙げ、2018年の牝馬三冠を達成したアーモンドアイ。史上初めて無敗の牝馬三冠を達成したデアリングタクト。第81回菊花賞にて、史上3頭目の無敗の三冠を達成したコントレイルなどGI級競走優勝馬8頭が揃い、15頭が出走。「世紀の一戦」（日本中央競馬会理事長の後藤正幸）と称され、勝馬投票券は21世紀のジャパンカップでは最多となる272億7433万4600円の売上をもたらした。
アーモンドアイが、後続に1馬身4分の1差をつけて先頭で入線。史上初めてJRAGI8勝、及び日本調教馬として初めて国内外の芝GI競走9勝を達成した。この勝利により1着賞金3億円と付加賞（323万4千円）を獲得。国内外で獲得した賞金が19億1526万3900円に上り、キタサンブラックの獲得賞金記録を更新し、歴代1位となった。

## 三冠馬集結
2020年の牝馬三冠を達成したデアリングタクト、同じ年の牡馬三冠を達成したコントレイルの同世代2頭。それに加えて、2018年の牝馬三冠を達成し、かつ史上最多の芝GI8勝を果たしたアーモンドアイが出走を表明した。
牝馬三冠及び牡馬三冠を達成した競走馬がジャパンカップで顔を合わせたのは、1984年の第4回ジャパンカップ（3着:シンボリルドルフ、10着:ミスターシービー）と、2012年の第32回ジャパンカップ（1着:ジェンティルドンナ、2着:オルフェーヴル）に続いて3回目である。加えて、3頭の三冠達成馬が顔合わせることは日本競馬史上初の出来事であった。
日本での一般新聞のうち、全国紙の報道では、朝日新聞が「新旧『3冠馬』対決」、毎日新聞が「夢のような対決」「世紀のドリームレース」「世界中が注目する国際GI競走」、日本経済新聞は「世紀の対決」と表現した。
同じく日本でのスポーツ新聞の報道では、スポーツ報知が「誰も見たことない伝説のレース」、スポーツニッポンは「日本競馬史上最高国民的レース」、サンケイスポーツは「歴史的一戦」「世紀の大一番」、日刊スポーツは「世紀のJC」、東京スポーツは「歴史的ジャパンカップ」、日刊ゲンダイは「史上最大の決戦」。
その他、優駿では「空前にして絶後とも言える、まさに日本が世界に誇るジャパンカップ（土屋真光）」、テレビ東京は「日本競馬史上最高の150秒」と表現した。
- 以下3頭の競走成績では、3歳牡馬及び牝馬三冠競走を示す。また、アーモンドアイについては、本競走直前の天皇賞（秋）についても取り上げる。情報はnetkeiba.com の内容に基づく[17][18][19] 。

### デアリングタクト
| 競走日     | 競馬場 | 競走名   | 格 | 距離 （馬場） | 頭 数 | 枠 番 | 馬 番 | オッズ （人気） | 着順 | タイム （上り3F） | 着差 | 騎手      | 斤量 [kg] | 1着馬 （2着馬）        |
| ---------- | ------ | -------- | -- | ------------- | ----- | ----- | ----- | --------------- | ---- | ----------------- | ---- | --------- | --------- | ---------------------- |
| 2020.04.12 | 阪神   | 桜花賞   | GI | 芝1600m（重） | 18    | 5     | 9     | 004.20（2人）   | 1着  | R1:36.1（36.6）   | -0.2 | 0松山弘平 | 55        | （レシステンシア）     |
| 0000.05.24 | 東京   | 優駿牝馬 | GI | 芝2400m（良） | 18    | 2     | 4     | 001.60（1人）   | 1着  | R2:24.4（33.1）   | -0.1 | 0松山弘平 | 55        | （ウインマリリン）     |
| 0000.10.18 | 京都   | 秋華賞   | GI | 芝2000m（稍） | 18    | 7     | 13    | 001.40（1人）   | 1着  | R2:00.6（35.8）   | -0.2 | 0松山弘平 | 55        | （マジックキャッスル） |

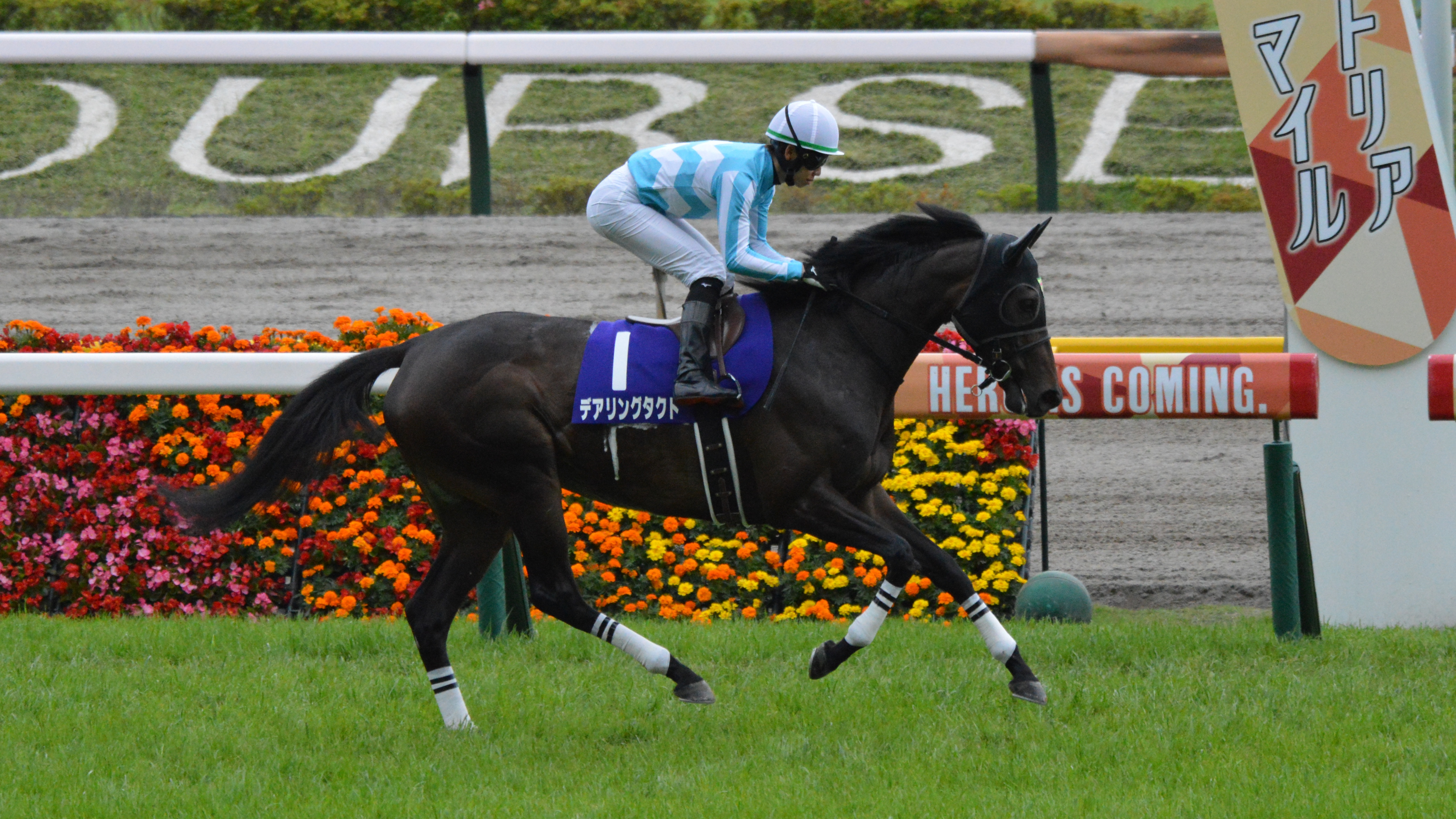
デアリングタクト（第17回ヴィクトリアマイル）

デアリングタクトは秋華賞で勝利し、史上初となる無敗の牝馬三冠を達成。その後、京都府の宇治田原優駿ステーブルに放牧に出された。管理する杉山晴紀調教師は状態を窺いに宇治田原優駿ステーブルに向かい、「それほどダメージはなさそうでした」と判断。10月28日にジャパンカップ参戦を明らかにした。11月4日、放牧を終えて栗東トレーニングセンターに帰厩し、翌5日には4ハロンの坂路を71.9秒で駆ける追い切りを行った。杉山は「放牧先でも問題なかったし、いい状態で出られそう」とした。レース当週の25日、栗東トレーニングセンターの坂路（ウッドチップコース）にて調教が行われた。福島民友によると「気分良さそうに登坂」と表現した。出走前日となる28日の午後3時過ぎ、東京競馬場に到着した。

### コントレイル
| 競走日     | 競馬場 | 競走名   | 格 | 距離 （馬場） | 頭 数 | 枠 番 | 馬 番 | オッズ （人気） | 着順 | タイム （上り3F） | 着差 | 騎手      | 斤量 [kg] | 1着馬 （2着馬）    |
| ---------- | ------ | -------- | -- | ------------- | ----- | ----- | ----- | --------------- | ---- | ----------------- | ---- | --------- | --------- | ------------------ |
| 2020.04.19 | 中山   | 皐月賞   | GI | 芝2000m（稍） | 18    | 1     | 1     | 002.7（1人）    | 1着  | R2:00.7（34.9）   | -0.1 | 0福永祐一 | 57        | （サリオス）       |
| 0000.05.31 | 東京   | 東京優駿 | GI | 芝2400m（良） | 18    | 3     | 5     | 001.4（1人）    | 1着  | R2:24.1（34.0）   | -0.5 | 0福永祐一 | 57        | （サリオス）       |
| 0000.10.25 | 京都   | 菊花賞   | GI | 芝3000m（良） | 18    | 2     | 3     | 001.1（1人）    | 1着  | R3:05.5（35.2）   | -0.0 | 0福永祐一 | 57        | （アリストテレス） |

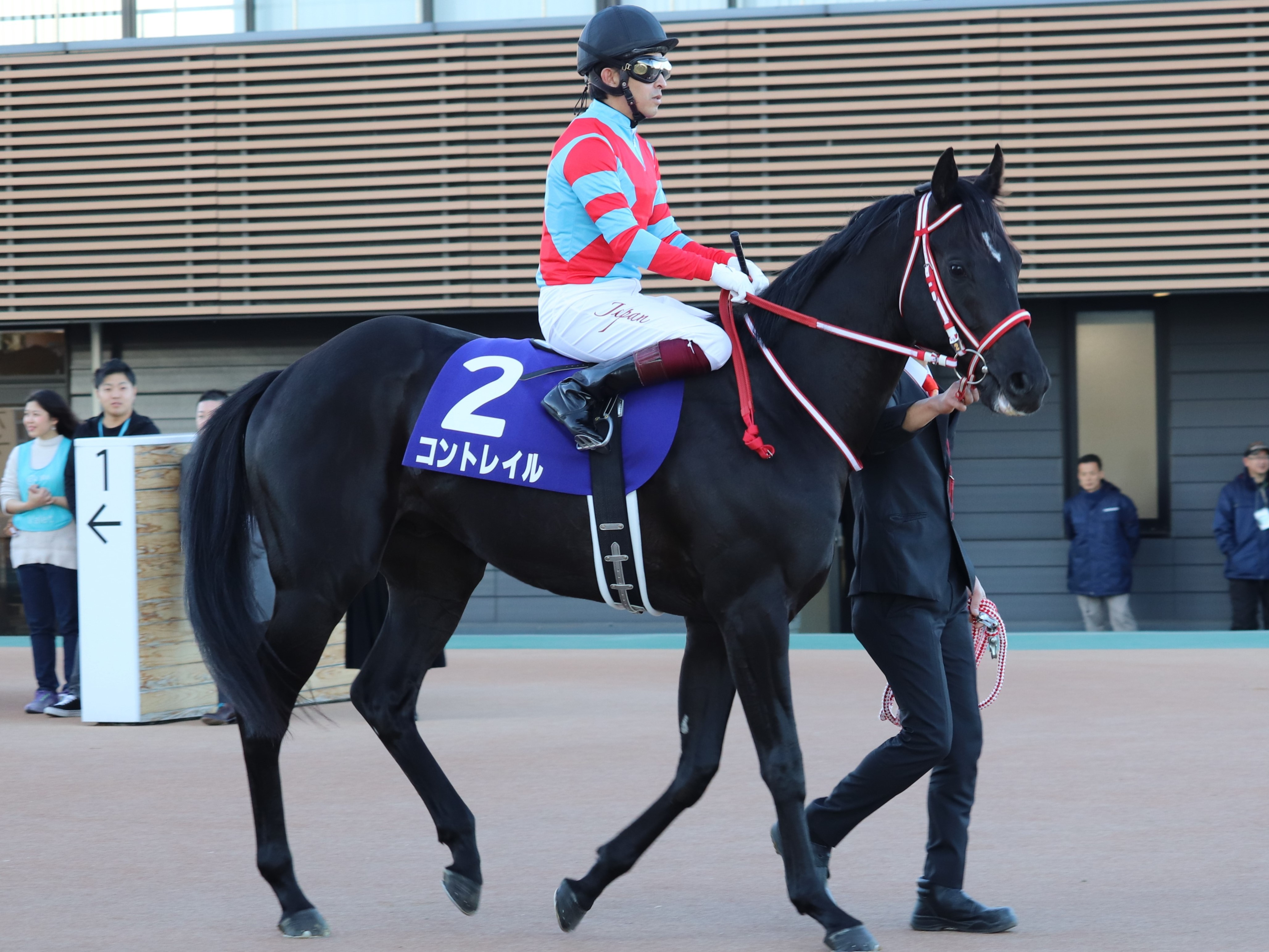
コントレイル（第36回ホープフルステークス）

コントレイルは、10月25日の第81回菊花賞を制し史上3頭目となる無敗の三冠を達成した。レース直後、生産したノースヒルズ代表の前田幸治は、今後については未定で、矢作芳人調教師と相談し、馬本位で次に出走するレースを決定するとした。29日、鳥取県の大山ヒルズに放牧された。矢作は状態を窺いに大山ヒルズに足を運び、「今日見た限りでは何も心配もありませんでした」と判断、前田と協議したのち、11月5日にジャパンカップ参戦を正式決定したことを明らかにした。参戦には、デアリングタクトの存在が「後押し」（週刊Gallop）したとされ、矢作は「ファンの盛り上がり、競馬としての盛り上がり」を考えていたという。この時点で、2020年無敗の牡馬、牝馬三冠馬による対決が実現することとなった。第80回皐月賞から第87回東京優駿（日本ダービー）に出走した時と同じように2週間放牧された後、12日に栗東トレーニングセンターへ帰厩した。
菊花賞から中4週でのジャパンカップ参戦は、2016年のレインボーライン・ディーマジェスティ以来4年ぶりで、菊花賞優勝馬の出走は2008年のオウケンブルースリ以来12年ぶりのことである。加えて、三冠達成後同じ年のジャパンカップに参戦するのは、コントレイルと同じく無敗での三冠を果たしたシンボリルドルフ、1984年の第4回ジャパンカップ（優勝馬:カツラギエース）以来である。
出走1週間前に行われる「1週前追い切り」では、栗東トレーニングセンターのウッドチップコースで3頭で併せた調教を行った。ダノンファラオともう1頭が先行した中、最後方から追い上げ迫った。しかし、先行した2頭に半馬身及ばなかった。コントレイルにとって初めて併せ馬で遅れを取り、矢作が「不満」と感想を述べるなど「体調不安説」（中日スポーツ）がささやかれていた。
しかしレース当週の25日、坂路コース（ウッドチップ）で単走（1頭で調教）が行われ、ラスト200メートルを12.2秒で通過し「シャープに伸び、不安を一掃」（福島民友）する走りを見せた。福永は「（1週前からの）良化度に（中略）驚くぐらい」とし、矢作は「普通の馬じゃない」と評した。出走前日の28日午後3時過ぎ、東京競馬場に到着した。

### アーモンドアイ
| 競走日     | 競馬場 | 競走名       | 格 | 距離 （馬場） | 頭 数 | 枠 番 | 馬 番 | オッズ （人気） | 着順 | タイム （上り3F） | 着差 | 騎手        | 斤量 [kg] | 1着馬 （2着馬）        |
| ---------- | ------ | ------------ | -- | ------------- | ----- | ----- | ----- | --------------- | ---- | ----------------- | ---- | ----------- | --------- | ---------------------- |
| 2018.04.08 | 阪神   | 桜花賞       | GI | 芝1600m（良） | 17    | 7     | 13    | 003.90（2人）   | 1着  | R1:33.1（33.2）   | -0.3 | 0C.ルメール | 54        | （ラッキーライラック） |
| 0000.05.20 | 東京   | 優駿牝馬     | GI | 芝2400m（良） | 17    | 7     | 13    | 001.70（1人）   | 1着  | R2:23.8（33.2）   | -0.3 | 0C.ルメール | 55        | （リリーノーブル）     |
| 0000.10.14 | 京都   | 秋華賞       | GI | 芝2000m（良） | 17    | 6     | 11    | 001.30（1人）   | 1着  | R1:58.5（33.6）   | -0.3 | 0C.ルメール | 55        | （ミッキーチャーム）   |
| （中略）   |        |              |    |               |       |       |       |                 |      |                   |      |             |           |                        |
| 2020.11.01 | 東京   | 天皇賞（秋） | GI | 芝2000m（良） | 12    | 7     | 9     | 001.40（1人）   | 1着  | R1:57.8（33.1）   | -0.1 | 0C.ルメール | 56        | （フィエールマン）     |

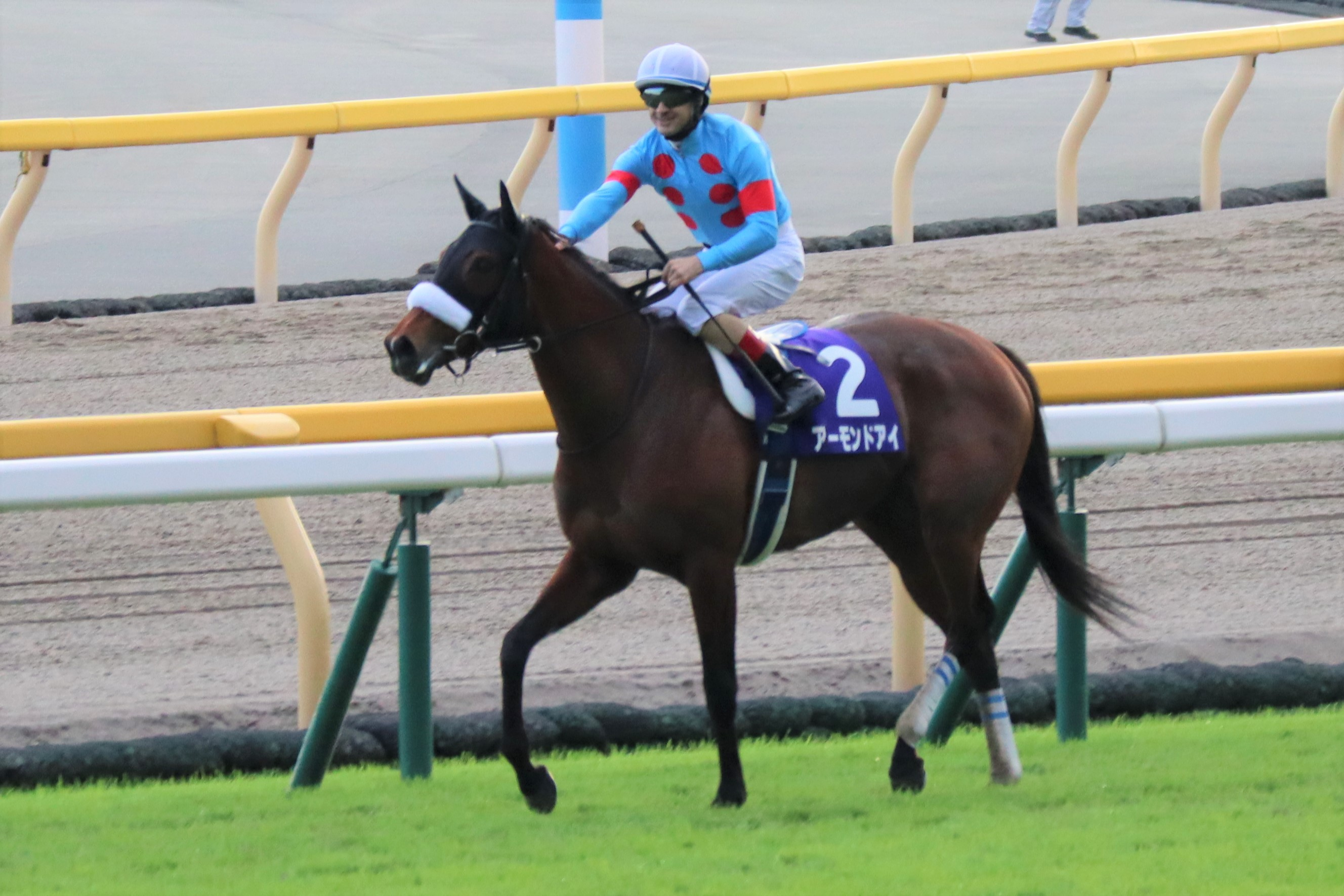
アーモンドアイ（第160回天皇賞）

アーモンドアイは、11月1日の第162回天皇賞を制し、史上初となる芝GI級競走8勝を達成した。レース後、国枝栄調教師は「秋はもう1戦」と表明。しかし、どの競走かについては「ケアしてからしっかり考えます」とした。アーモンドアイを所有する有限会社シルクレーシングに、匿名組合契約に基づいて、競走馬の現物出資を行う愛馬会法人シルクホースクラブの規定では、牝馬の引退期限は6歳3月末であると定められている。そのため、2020年の秋はアーモンドアイにとって現役最後の秋となっていた。4日、福島県のノーザンファーム天栄へ放牧に出された。12日、国枝はノーザンファーム天栄に赴いて状態を確認したのち、ジャパンカップへの出走を表明、同時に引退レースであることも併せて発表された。18日の午後に、美浦トレーニングセンターに帰厩した。
25日に美浦トレーニングセンターのウッドチップコースにて3頭と併せた調教を行い、先行した2頭を「楽々とかわし」「絶品の動き」（福島民友）だったという。ルメールは「前回以上」「99パーセントの状態」であるとした。最後の調教を終えた後、国枝は初めてアーモンドアイの背中に跨った。国枝によるとアーモンドアイは「頑張ります」と言い、それに「ありがとう」と返したという。出走前日の28日午前6時過ぎに東京競馬場に到着した。

## 日本国外調教馬の2年ぶり参戦
ジャパンカップ出走への予備登録を行った日本国外調教馬は、アイルランドとフランスから合計8頭であった。

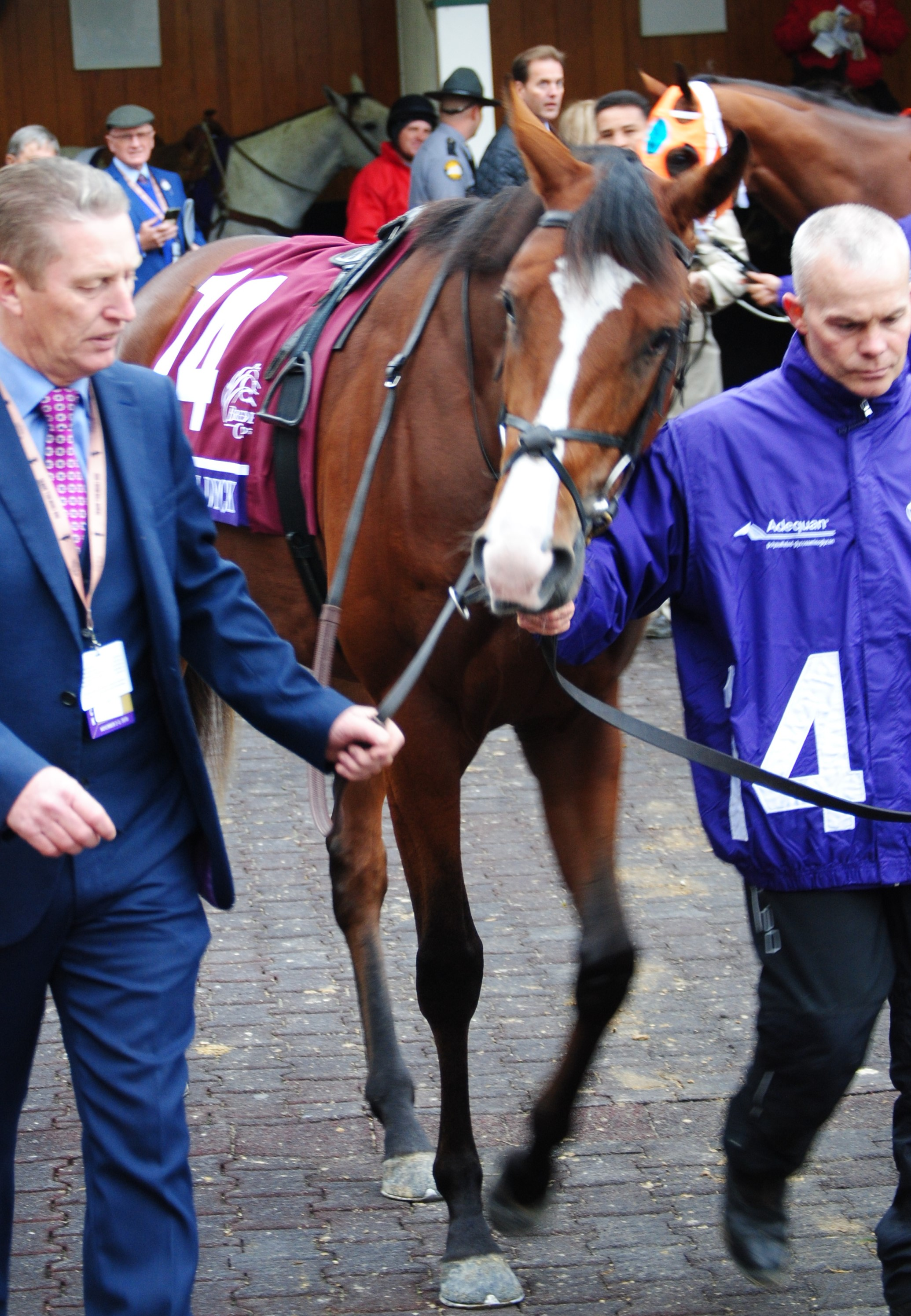
アンソニーヴァンダイク

アイルランドからは5頭の予備登録があった。イギリスダービー馬のアンソニーヴァンダイク、インターナショナルステークスやパリ大賞を勝利したジャパン、ヨークシャーオークスやイギリスオークス、1000ギニーなどG1競走4勝のラヴというエイダン・オブライエン厩舎の3頭。それに加えて、「残念メルボルンカップ」と言われるフレミントン競馬場のクイーンエリザベスステークス（G3）を制し、障害競走でも4勝を挙げたトゥルーセルフ、障害2勝のストラータムというウィリアム・マリンズ厩舎の2頭である。一方、フランスからは3頭の登録があった。ファブリス・シャペ厩舎でグレフュール賞（G2）勝利のゴールドトリップ。ドイツダービーを勝利した3歳馬で、凱旋門賞にてソットサスとクビ差の2着のインスウープ（フランシスアンリ・グラファール厩舎）。サンクルー大賞など重賞3勝で通算7勝、アンドレア・マルチアリス厩舎のウェイトゥパリスである。
前回の2019年（第39回ジャパンカップ）では創設以来初となる、国外調教馬が不在の中で実施されたが、2020年はフランスのウェイトゥパリスが招待を受諾。前々回の2018年（第38回ジャパンカップ）に出走したサンダリングブルー、カプリの2頭以来、2年ぶりの日本国外調教馬参戦が決定した。ウェイトゥパリスはジャパンカップ出走を最後に引退が発表されており、引退後はアイルランドのクーラゴンスタッドにて種牡馬となる予定である。JRA国際部国際渉外課は、ウェイトゥパリスがサンクルー大賞を勝利した7月から陣営と接触し、日本への勧誘活動を行い招致に成功した。
アンソニーヴァンダイクは出走した11月3日のメルボルンカップにて、球節を骨折する故障が発生し安楽死処分。ジャパンは、共同所有するキーファーズが回避を表明。インスウープはジャパンカップに参戦したのち、香港国際競走に向かうという計画を披露したものの、日本に来ることなく、その他の陣営も招待への受諾の連絡はなく、回避となった。ウェイトゥパリス担当の厩舎スタッフは新型コロナウイルスによる渡航制限のため、事前に日本に渡り、14日間の自主待機を実行した。ウェイトゥパリスはフランスを発った27時間後の11月19日16時34分、成田国際空港に到着、千葉県白井市のJRA競馬学校国際厩舎に滞在し、輸入検疫が行われた。翌20日にはダートコースで常歩と速歩（ダク）の調教が行われた。24日にはゲート試験に合格、25日には東京競馬場へ移動した。

## その他の出走馬

### GI級競走優勝馬
菊花賞優勝のワールドプレミアは、第64回有馬記念で3着に敗れて以降、休養に入っていた。目標としていた天皇賞・春を体調が整わなかったために見送り、再び休養。10月15日、栗東トレーニングセンターに帰厩し、ジャパンカップに直行することが決定した。11か月ぶりの出走となり、2週間続けて調教にまたがった武豊とともに参戦。同じく菊花賞（第78回菊花賞）優勝のキセキが出走。2年前の第38回ジャパンカップにて勝利したアーモンドアイに0.3秒差の2着となった経験がある。管理する角居勝彦調教師は家業である天理教の仕事に就くために、2021年2月で引退する予定であった。そのため、角居厩舎最後のジャパンカップ参戦となる。
第83回東京優駿（日本ダービー）優勝のマカヒキは、夏の札幌記念（GII）への出走を直前で回避。そのため春の大阪杯（GI）11着に敗退して以来、ジャパンカップが8か月ぶりの復帰となり、鞍上には初めて騎乗する三浦皇成が据えられた。香港ヴァーズ優勝のグローリーヴェイズは、京都大賞典で1着となった。それにより、天皇賞（秋）の優先出走権を獲得した。しかし天皇賞（秋）を見送り、次に出走するレースについて、前年優勝の香港ヴァーズかジャパンカップが候補となっていた。

以上4頭はいずれもGI級競走優勝経験があり、前述の三冠馬にウェイトゥパリスを併せて8頭のGI級競走優勝経験馬が出走することとなった。

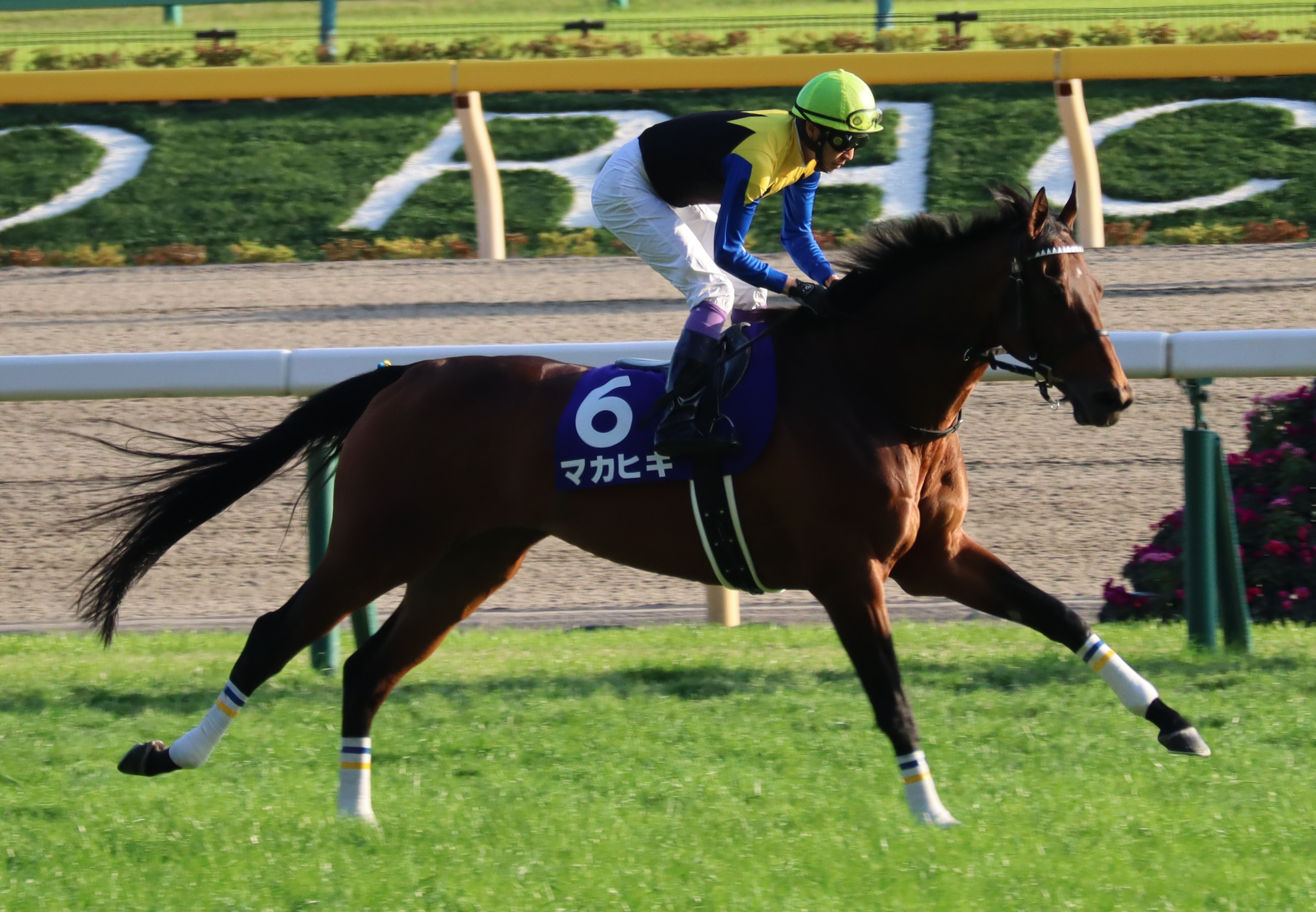
マカヒキ
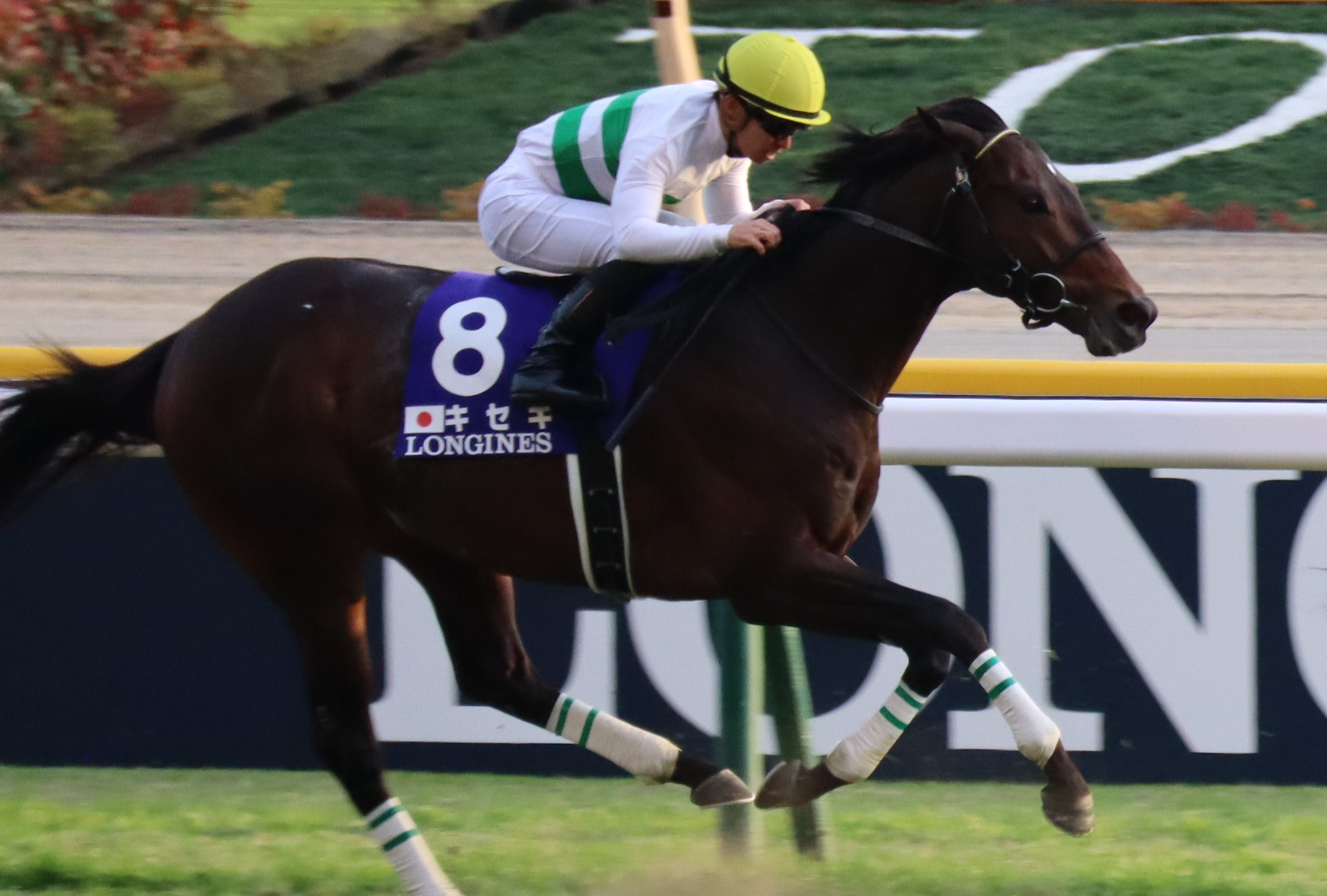
キセキ
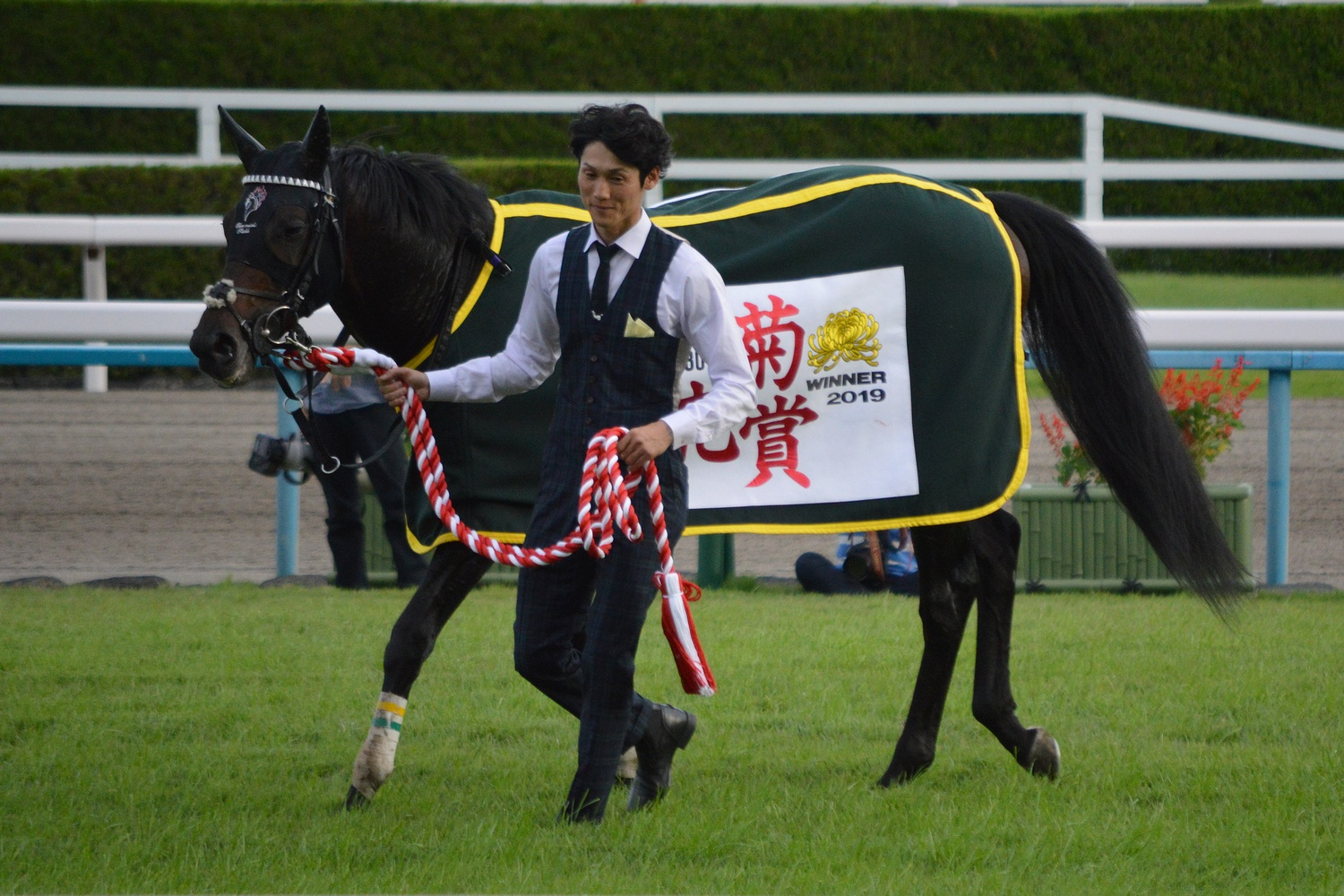
ワールドプレミア
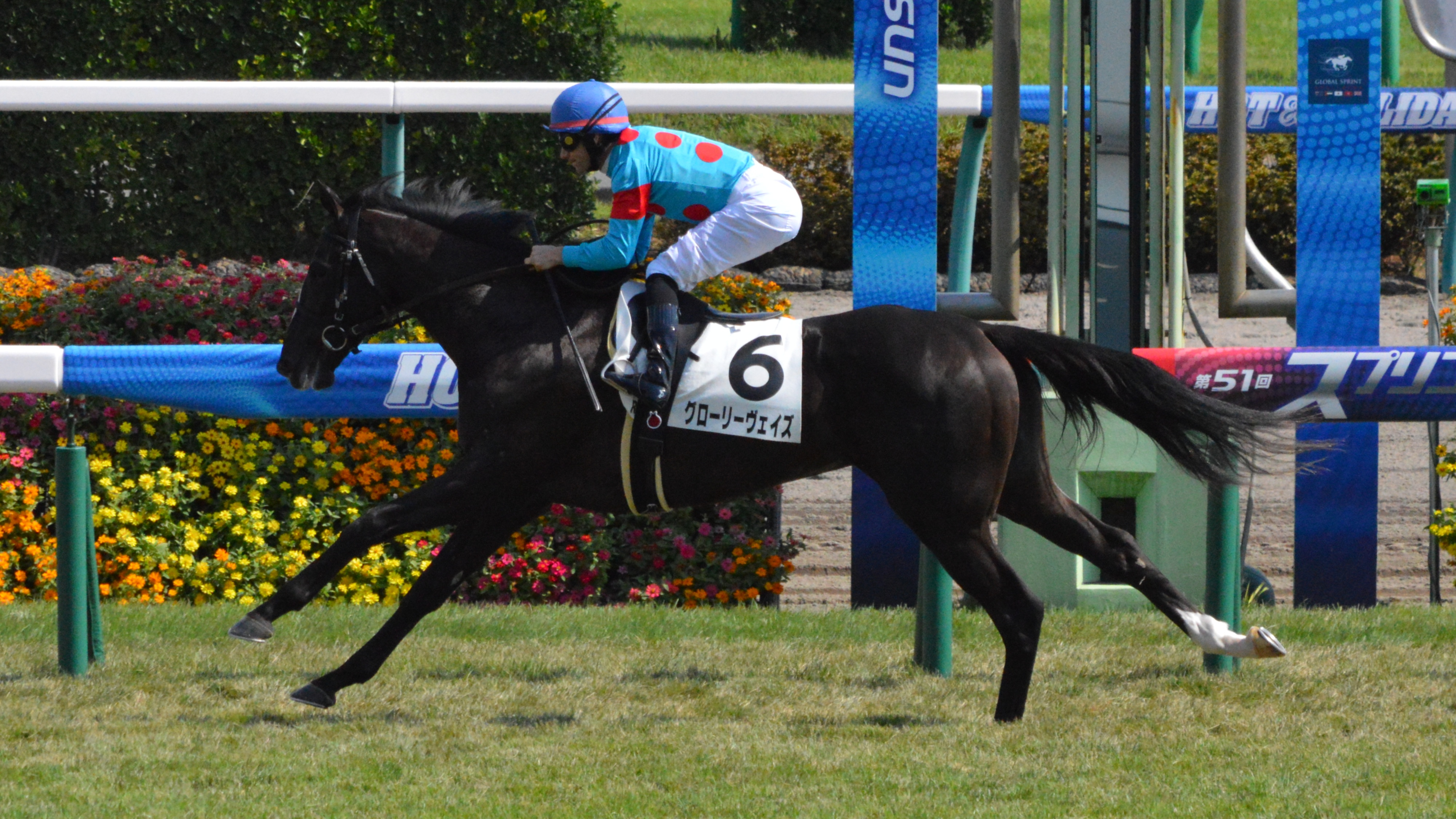
グローリーヴェイズ

### 重賞優勝馬
日経新春杯（GII）、アルゼンチン共和国杯（GII）など重賞3勝のパフォーマプロミスは、京都大賞典（GII）6着から岩田望来が初めて騎乗し参戦。岩田望はジャパンカップ初騎乗となった。セントライト記念（GII）や日経賞（GII）など重賞3勝のミッキースワローは、第38回ジャパンカップにて、優勝のアーモンドアイから1.3秒差の5着となって以来、2年ぶり2度目の参戦。オールカマー（GII）5着からの出走で、新たに戸崎圭太を鞍上に配した。同様に阪神大賞典（GII）やダイヤモンドステークス（GIII）など重賞3勝しており、第39回ジャパンカップにて5着となったユーキャンスマイルは、秋の始動として京都大賞典（GII）とアルゼンチン共和国杯の二択から、後者を選択し、4着敗退した。担当の調教助手は58キログラムという負担重量と、通ったコースの差を敗因に挙げている。
福島記念（GIII）、七夕賞（GIII）と福島競馬場の重賞2勝しているクレッシェンドラヴは、オールカマー4着から参戦。11月5日、美浦トレーニングセンターに帰厩し調整が行われた。林徹調教師は「今まで一番の状態」とし、日刊スポーツは「生涯最高級の出来」と表現した。

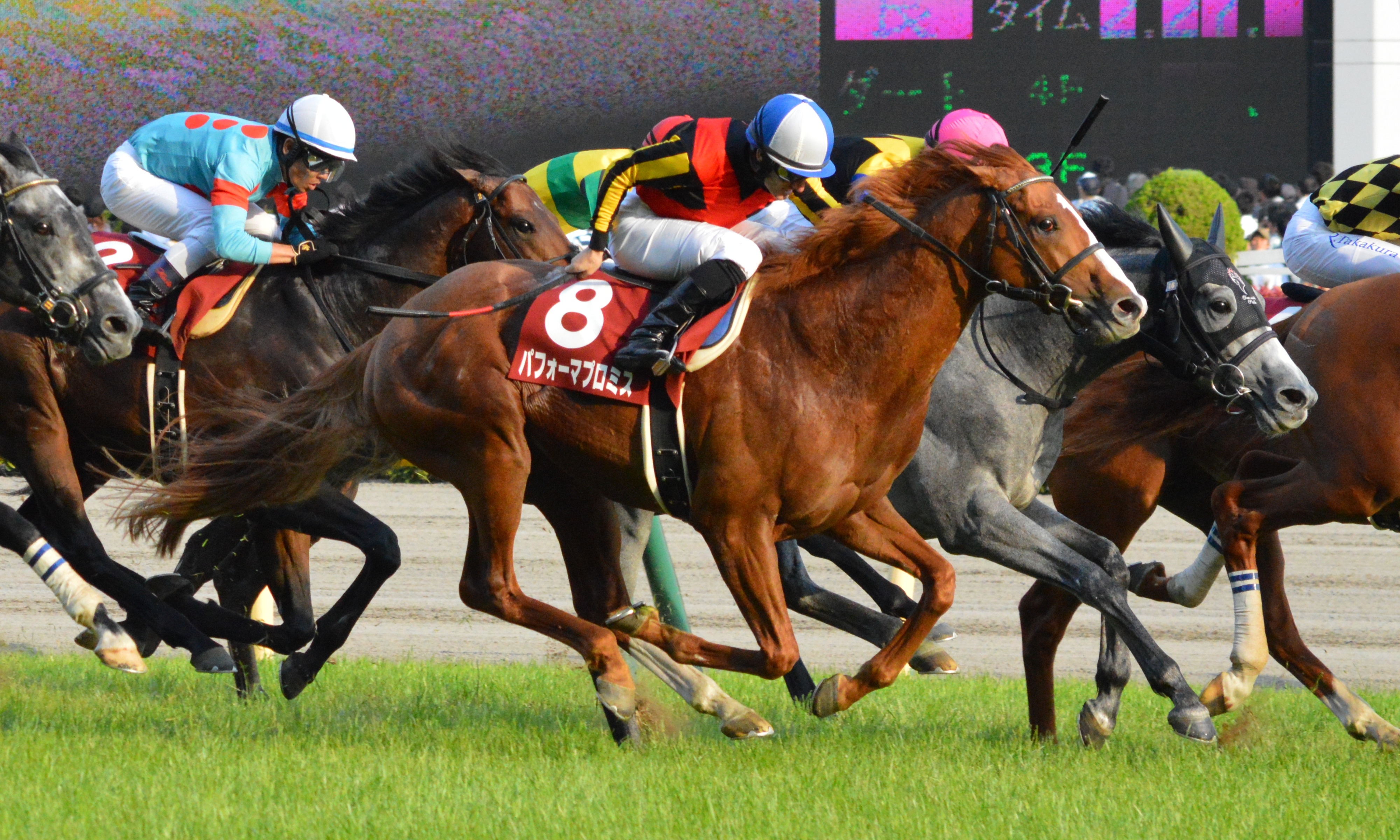
パフォーマプロミス
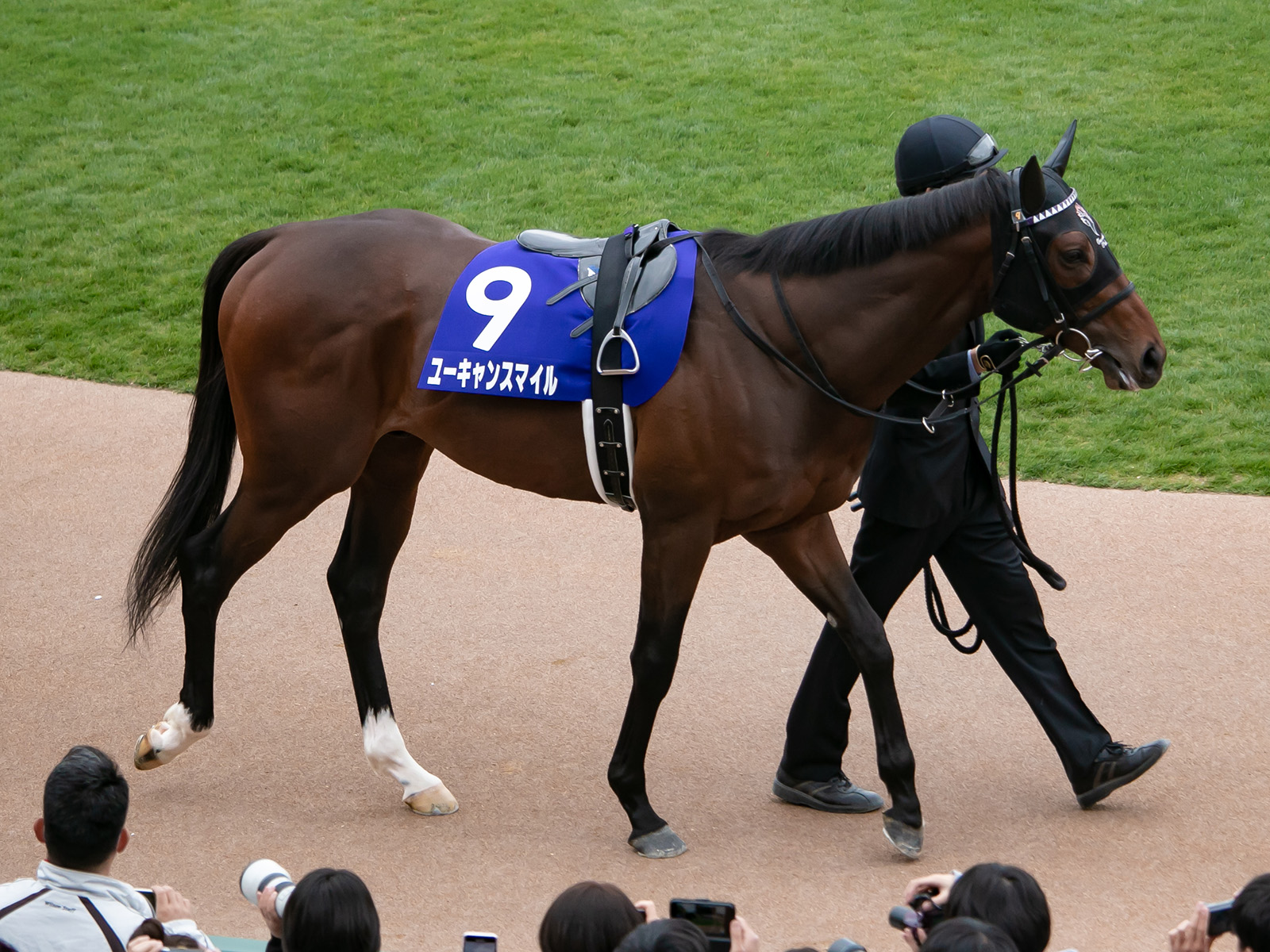
ユーキャンスマイル
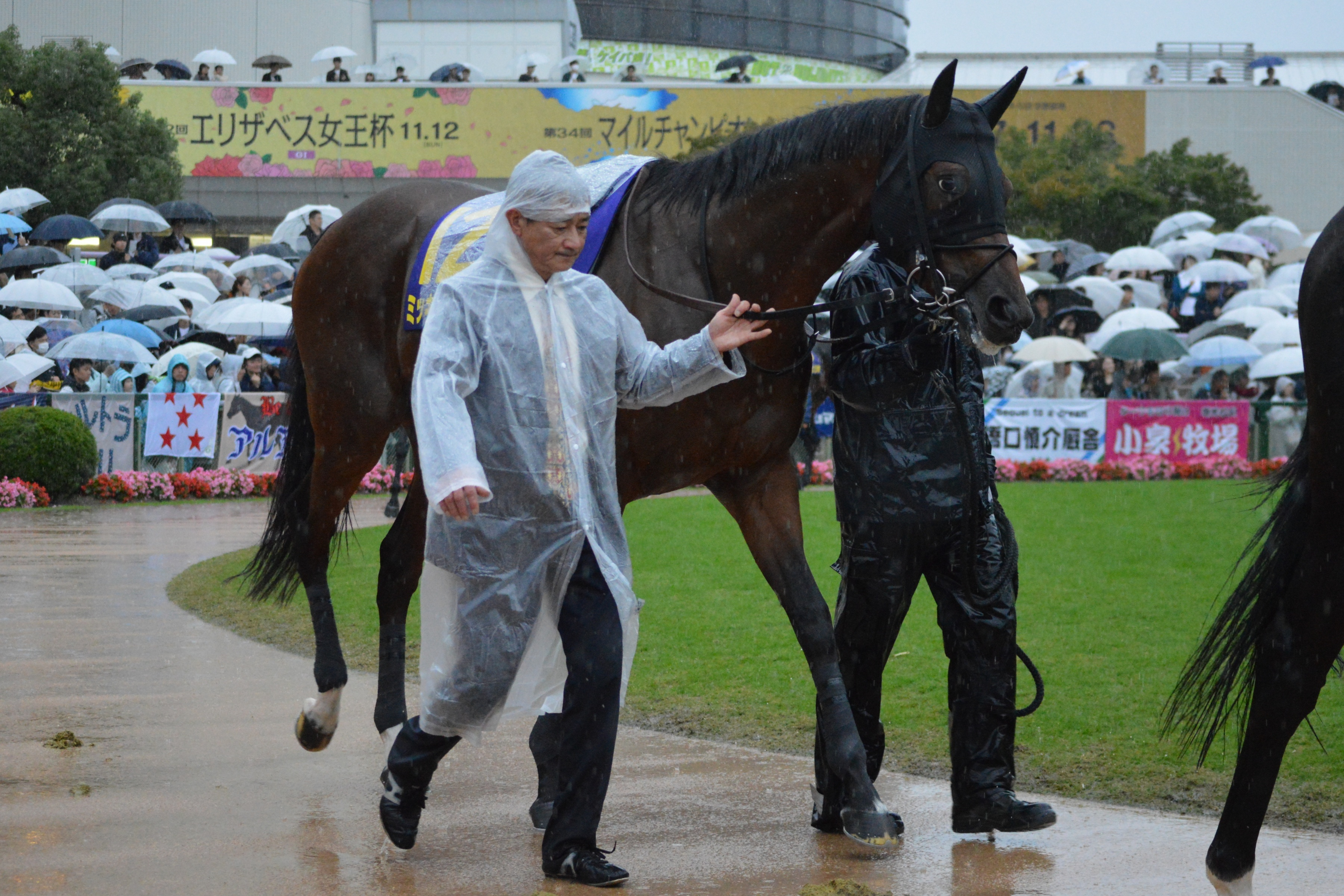
ミッキースワロー

### その他
第39回ジャパンカップで優勝のスワーヴリチャードに4分の3馬身接近した2着のカレンブーケドールは、その後1年間で重賞に出走するたびに2位入線を繰り返し、秋華賞、第39回ジャパンカップ、京都記念（GII）、第66回オールカマー（GII）と4回連続5度目の重賞2着を記録。津村明秀が継続して騎乗し、ジャパンカップの後には有馬記念への出走を計画していた。巴賞（OP）勝利のトーラスジェミニは福島記念8着からの出走。出走メンバーの中で「純粋な逃げ脚質はこの馬だけ」（日刊スポーツ）、「逃げ馬だけに、歴史的一戦のペースをつくることになりそう」（スポーツニッポン）と、レースの展開を握る逃げ馬として注目を集めた。ジャニュアリーステークス（OP）勝利やマーキュリーカップ（JpnIII）にてミツバに次ぐ2着となるなどダート戦線で活躍していたヨシオが、2015年7月の新馬戦（函館競馬場芝1200メートル、藤田伸二騎乗、8着）以来5年4か月ぶりとなる芝競走に出走、これまでは最も長い距離で2000メートルまでしか経験がなかった。勝浦正樹を鞍上に起用し、スポーツニッポンは調教助手が「逃げ宣言」をしたと表現した。

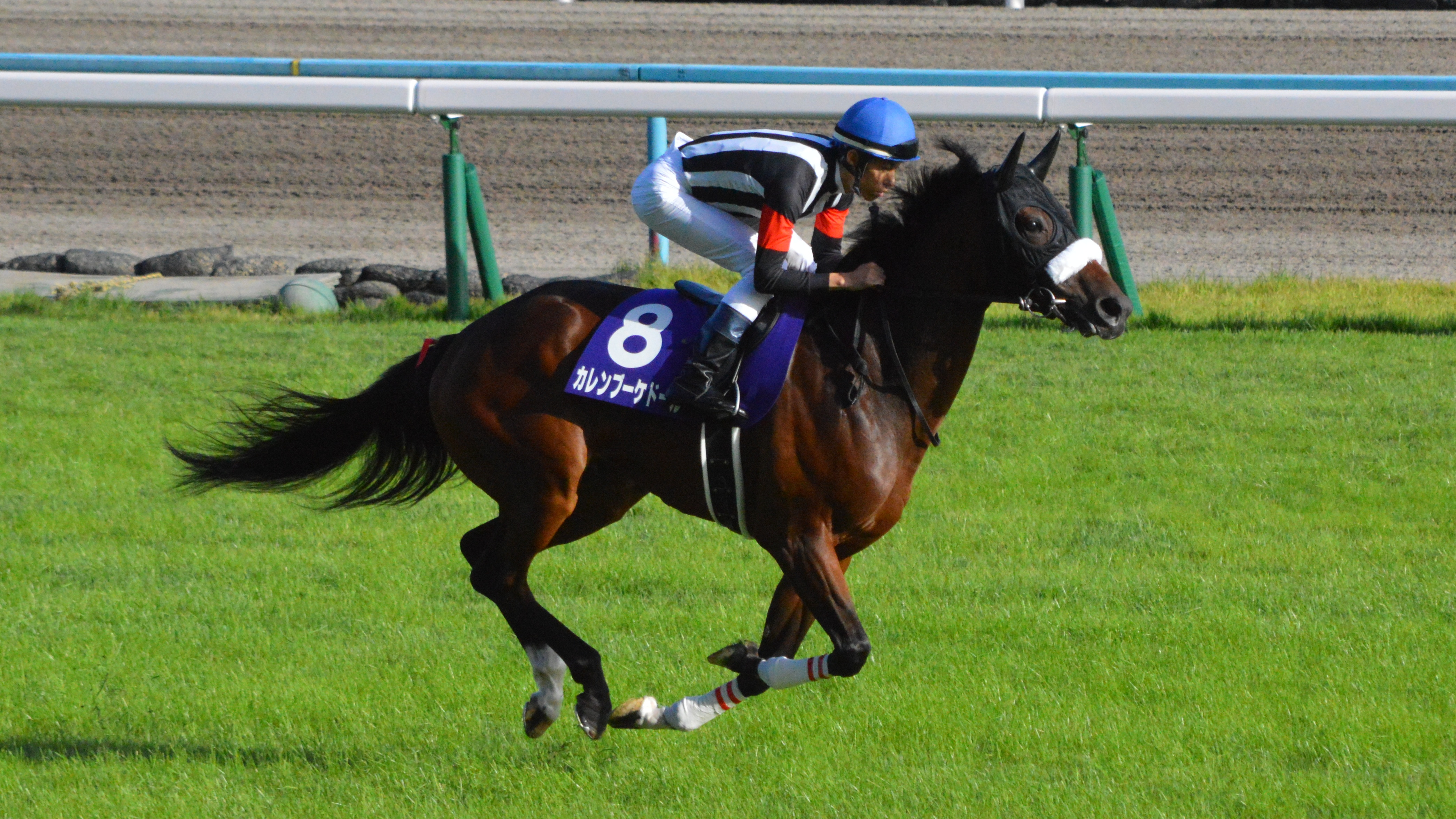
カレンブーケドール

### 回避
サートゥルナーリアは当初予定していた第162回天皇賞（秋）への登録が行われたものの回避し、放牧に出されていた。10月29日に、栗東トレーニングセンターに帰厩し、ジャパンカップ出走に向けて調整された。池添謙一が鞍上に起用され、デビュー以来初めて日本人の騎乗による出走が予定されていた。ところが、競走1週間前の追い切りまではこなしたものの、左の後肢（後ろ足、トモ）の飛節に腫れが確認されたため、回避。エコー検査の結果によると、打撲により腱鞘液がたまったことが、腫れと痛みの原因とされる。有馬記念を目指して、ノーザンファームしがらきへ放牧に出された。しかし後に、有馬記念も回避することが発表された。
ラヴズオンリーユーはエリザベス女王杯で3着となった後、馬の様子次第でジャパンカップか香港国際競走（香港カップ、香港ヴァーズ）への出走を視野に入れていた。ジャパンカップには登録していたが、実際は香港国際競走への出走を「本線に検討されていた」（サンケイスポーツ）という。しかし、遠征のための厩舎スタッフの就労ビザ取得が難しいために香港を諦め、短期放牧に出されて有馬記念を目指した。

## 主な競走の結果
- 時系列順に記述、本競走に出走する競走馬は、太字強調にて表す。（参照先の記事についてはその限りではない。）

宝塚記念（GI）

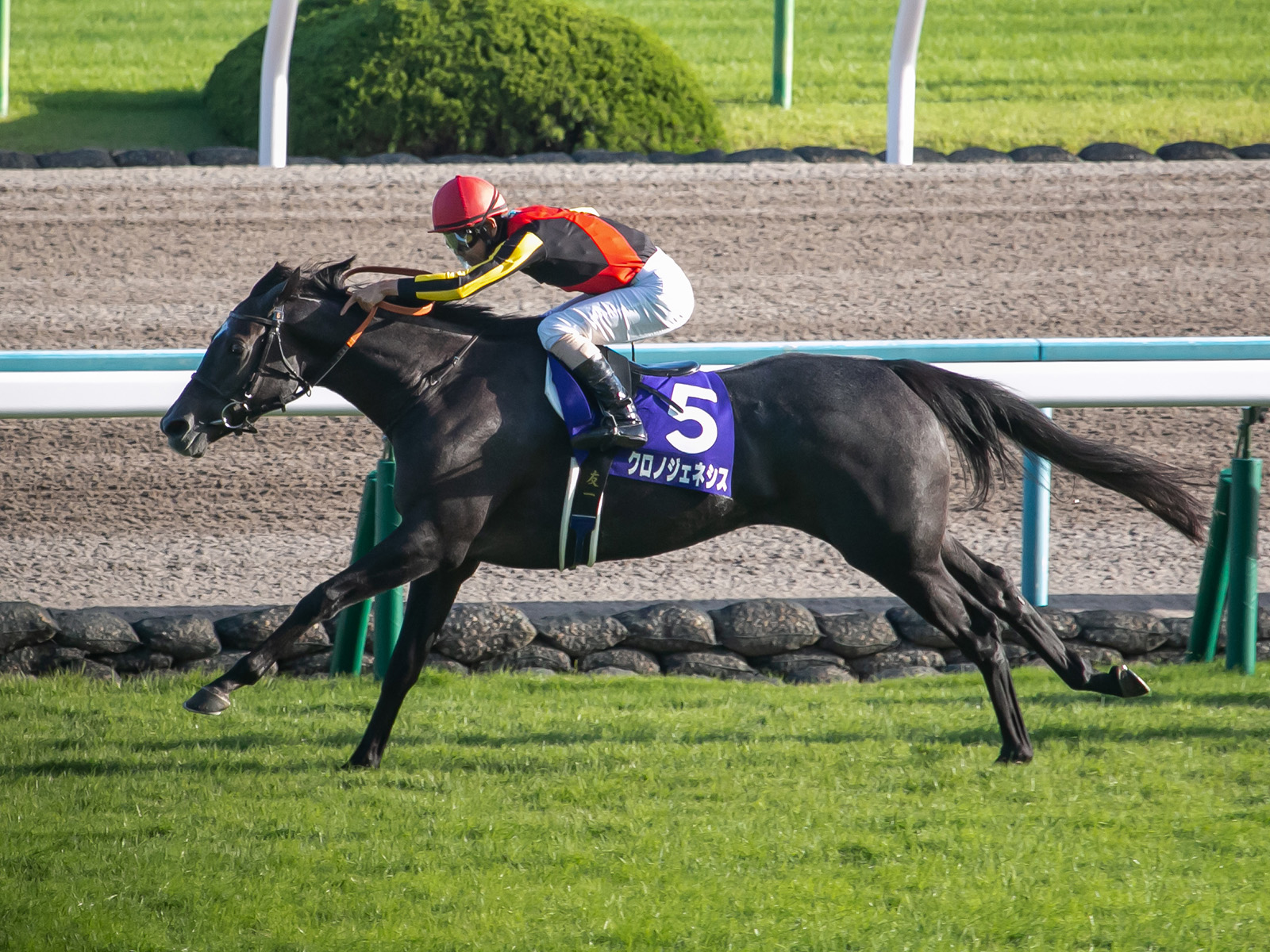
クロノジェネシス

1着:クロノジェネシス、2着:キセキ、17着:グローリーヴェイズ。
オールカマー（GII）

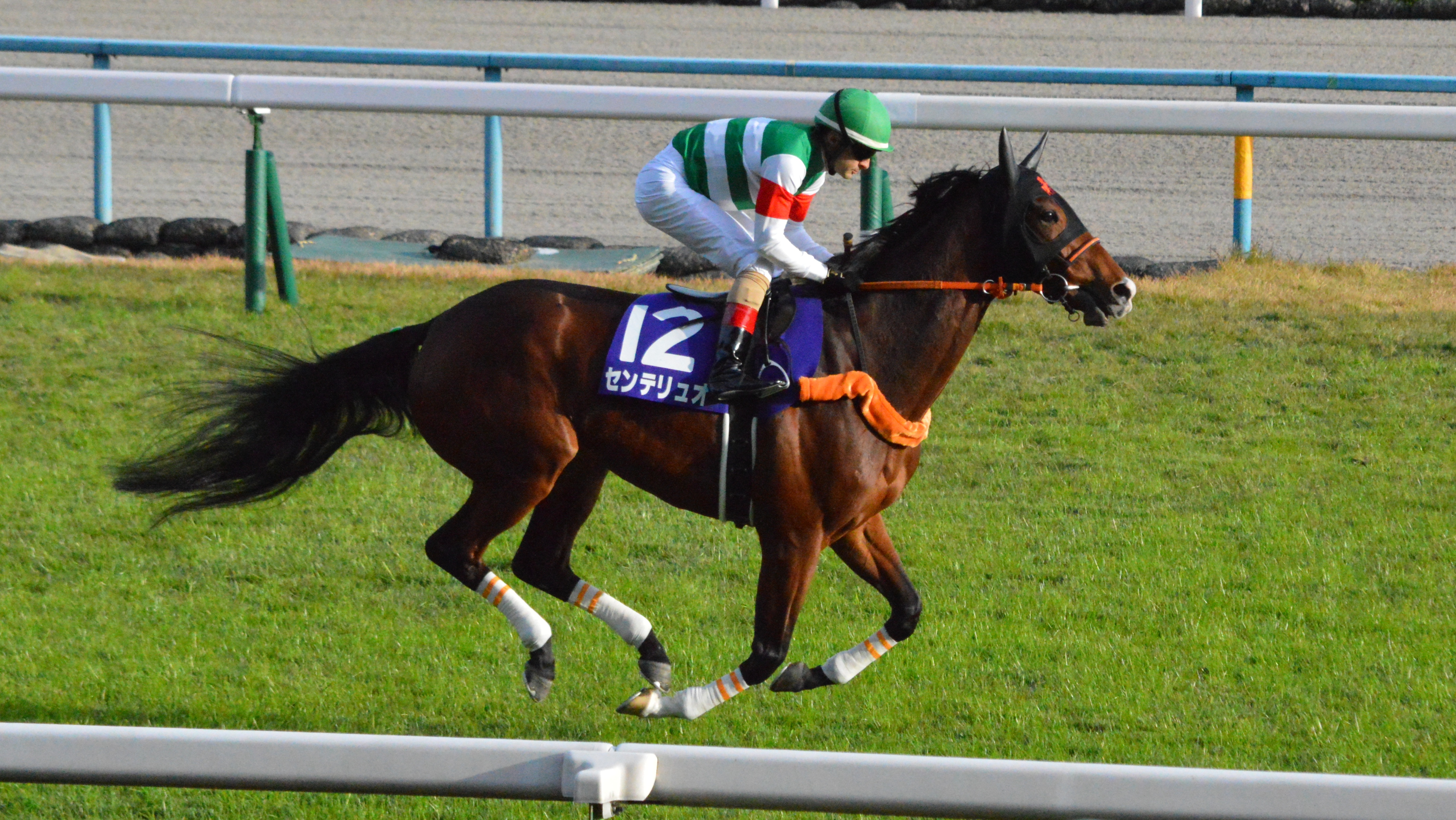
センテリュオ

1着:センテリュオ、2着:カレンブーケドール、4着:クレッシェンドラヴ、5着:ミッキースワロー。
京都大賞典（GII）

1着:グローリーヴェイズ、6着:パフォーマプロミス。
毎日王冠（GII）

1着:サリオス、6着:トーラスジェミニ。
秋華賞（GI）
| 着順                   | 馬番 | 競走馬名           | 性齢 | 騎手     | 斤量 | タイム | 着差     | 単勝オッズ | 人気 | RATE |
| ---------------------- | ---- | ------------------ | ---- | -------- | ---- | ------ | -------- | ---------- | ---- | ---- |
| 1着                    | 13   | デアリングタクト   | 牝3  | 松山弘平 | 55   | 2:00.6 |          | 001.4      | 1    | 114  |
| 2着                    | 12   | マジックキャッスル | 牝3  | 大野拓弥 | 55   | 2:00.8 | 1馬身1/4 | 056.9      | 10   | 110  |
| 3着                    | 8    | ソフトフルート     | 牝3  | 福永祐一 | 55   | 2:00.9 | 1馬身1/4 | 054.7      | 3    | 109  |
| 天候:晴、馬場状態:稍重 |      |                    |      |          |      |        |          |            |      |      |

9着のウインマイティーは第3コーナー通過後に外側に斜行し、アブレイズ、マジックキャッスルがその被害に遭った。騎乗していた和田竜二は過怠金1万円が課せられた。
菊花賞（GI）

1着:コントレイル。
天皇賞（秋）（GI）

1着:アーモンドアイ、5着:キセキ。

## 出走前の状況

### 天候
| 東京地方の天気、降水量、平均気温 | 東京地方の天気、降水量、平均気温 | 東京地方の天気、降水量、平均気温 | 東京地方の天気、降水量、平均気温  | 東京地方の天気、降水量、平均気温 | 東京地方の天気、降水量、平均気温 | 東京地方の天気、降水量、平均気温 | 東京地方の天気、降水量、平均気温 | 東京地方の天気、降水量、平均気温 | 東京地方の天気、降水量、平均気温 |
| 2020年11月                       | 奥多摩S 21日 (土)                | 霜月S 22日 (日)                  | 第25回 東スポ杯2歳S 23日 (祝・月) | 24日 （火）                      | 25日 （水）                      | 26日 （木）                      | 27日 （金）                      | キャピタルS 28日 (土)            | 当日 29日 (日)                   |
| -------------------------------- | -------------------------------- | -------------------------------- | --------------------------------- | -------------------------------- | -------------------------------- | -------------------------------- | -------------------------------- | -------------------------------- | -------------------------------- |
| 9時                              | 晴                               | 晴                               | 晴                                | 曇                               | 雨                               | 晴                               | 曇                               | 晴                               | 曇                               |
| 12時                             | 晴                               | 晴                               | 晴                                | 雨                               | 雨                               | 晴                               | 曇                               | 晴                               | 曇                               |
| 15時                             | 晴                               | 晴                               | 曇                                | 曇                               | 曇                               | 晴                               | 曇                               | 晴                               | 曇                               |
| 合計降水量 (mm)                  | -                                | -                                | -                                 | -                                | 4.5                              | -                                | -                                | -                                | -                                |
| 競馬場の降水量 (mm)              | -                                | -                                | -                                 | -                                | 2.5                              | -                                | -                                | 計不                             | 計不                             |
| 平均気温 （℃）                   | 15.6                             | 13.1                             | 14.4                              | 10.8                             | 10.0                             | 11.8                             | 11.5                             | 11.0                             | 8.3                              |

### 馬場状態
2020年の東京競馬場での競馬開催は5回目となり、最終日の9日目を迎えた。芝コースは最も内のAコースから6メートル外側に内柵を設置するCコースが使用。JRAの発表によると「（第）3コーナーから（第）4コーナーおよび正面直線に傷みがある」という状態であった。5回開催は序盤に雨が降ったことで、走破には時間がかかるようになり、スポーツニッポンは「直線でスムーズに馬場中央へ進路が取れるかがポイント」と分析した。
レース当週の月曜から火曜にかけて、木曜から金曜にかけて芝の生育管理のため散水が実施された。また、火曜には芝刈りが行われ、野芝は約10 - 12センチ、洋芝は約14 - 18センチに設定された。レース2日前の金曜日時点のクッション値は9.0。含水率は、ゴール前で17.4パーセント、第4コーナーで17.6パーセントであった。

## 各メディアの見立て

### 全国紙
朝日新聞の有吉正徳は、良馬場で施行が見込めることから、同じく良馬場で行われた第38回ジャパンカップ（2018年）で2分20秒6を記録したアーモンドアイが有利であるとした。読売新聞の東京担当である石井誠は「古馬の強みで一気に封じ込める」と表してアーモンドアイを推し、加えて三冠馬3頭での争いが「濃厚」とした。日本経済新聞の野元賢一は「能力的にも3歳世代をリード」としてアーモンドアイを推した。

### スポーツ紙
日刊スポーツでは「取材班独断採点」を設定し、数値による比較を試みていた。数値1位はデアリングタクトの「97」、以降「96」のアーモンドアイ、「95」のコントレイルと続き、三冠馬以外では「94」のグローリーヴェイズと「92」のカレンブーケドールという評価が与えられた。本紙の高木一成は絶対能力にて比較した場合、アーモンドアイがコントレイルやデアリングタクトより上であるという評価を下した。高木は、アーモンドアイが見せた第160回天皇賞（芝2000メートル）の1分56秒2、第38回ジャパンカップ（芝2400メートル）の2分20秒6という走破タイムに対して、他の2頭の優駿牝馬（オークス）や第87回東京優駿（日本ダービー）が2分24秒台であったことを指摘した。ところが枠順確定後、高木はデアリングタクトを本命に据える。中5週、負担重量53キログラムについて「『3強』の中では条件面で最も有利」とし、他の三冠馬2頭に比べて「気楽に乗れる（原文ママ）」と主張した。
スポーツニッポンの東京本社である浜田公人は、アーモンドアイの実績を評価し筆頭に据えた。東京競馬場では8戦6勝2着1回3着1回という成績に注目。敗退した2戦が安田記念であり、第69回安田記念（2019年）ではスタート直後に不利を受けて3着、第70回安田記念（2020年）では浜田が、「現役最強マイラー」と評価するグランアレグリアに次ぐ2着ということから、「評価を下げる内容ではない」と判断した。それに加え、前回の出走（第162回天皇賞）にて、日本新記録である芝のGI級競走8勝を樹立したことから「肩の荷が下りた」と指摘、「ノンプレッシャー」で臨めることも主張した。
スポーツ報知の東京本紙担当である春木宏夫は、コントレイルを筆頭に選択。前回の出走である第81回菊花賞について「辛勝」という評価ながら、「着差（アリストテレスにクビ差）以上に強い内容」と判断。加えて「激戦後だが、体調面に不安はない」と指摘した。以下アーモンドアイやカレンブーケドールを推し、「小波乱」を見込んでいた。
サンケイスポーツの東の本紙である柴田章利は、獲得した経験値や下した相手を考慮し、アーモンドアイがコントレイルとデアリングタクトより「地力は上」であると評価した。最後の直線でどのような位置にいても「東京（競馬場）で脚を使わなかったことはない」と指摘し、「悔いのない仕上がりになっている」と現在の状態を判断した。
東京スポーツの本紙担当の館林勲は、三冠馬3頭に「それぞれにマイナス要因」があると指摘し、グローリーヴェイズを筆頭に指名した。前回の京都大賞典から十分に間隔があり、体調も良好であると判断。またアーモンドアイが勝利した第162回天皇賞において、2着のフィエールマンと3着のクロノジェネシスを「物差し」として考えると、「2400メートルにおいては女王と大きな差はない」と指摘した。
日刊ゲンダイの東京本紙、外山勲はデアリングタクトを筆頭に指名した。「レース当日のイレ込みがきついタイプ」であるものの、秋華賞から叩き2戦目であり「1度叩いたことでガス抜き」できると判断。神戸新聞杯、菊花賞と2020年秋3戦目のコントレイルや「一戦一戦に全力投球タイプ」であるアーモンドアイに比べて、前回の出走からジャパンカップまでの「上昇度」において優位に立っていると主張した。大阪本紙の弘中勝は、アーモンドアイを筆頭に指名した。第160回天皇賞（2019年）は後方に3馬身（2着:ダノンプレミアム）、第162回天皇賞（2020年）は後方に半馬身（2着:フィエールマン）と2019年に比べて、2020年はゴール前で後続に迫られていたことに注目。この半馬身について、アーモンドアイが「一戦集中型」であることから、むしろ「今回（ジャパンカップ）への伸びしろ部分」であると主張した。
夕刊フジの東京本紙村瀬信之は、アーモンドアイを筆頭に指名。「微妙に脚質転換」が行われたために「先に動いてねじ伏せる」ことができるようになったと指摘し、同じ戦法で勝利することができると主張した。

### 競馬誌
週刊Gallopでは、「あなたが勝つと思う馬、応援する馬は?」というアンケートをTwitterで実施し誌面に掲載。アーモンドアイ、コントレイル、デアリングタクト、その他という4つの選択肢を設置した。アーモンドアイがその他の選択肢を抑えて1位、以降コントレイル、デアリングタクトと続いた。中には「後悔したくないので、誰が勝っても喜べるように無投票待機」という者も現れた。本誌予想の和田稔夫は、「（三冠馬3頭）3強に敬意を払いつつ」グローリーヴェイズを筆頭に選択。勝利した香港ヴァーズで獲得の「125ポンド」について、「ここ（三冠馬3頭）に入っても見劣りしない」と判断。加えて父が三冠馬のディープインパクト、曾祖母が牝馬三冠のメジロラモーヌという血統に着目し、現在の馬場状態を味方につけると主張した。

### その他
競馬を題材にしたゲームソフトである、Nintendo Switchで発売されたダービースタリオンをベースとしたシミュレーション映像ややウイニングポスト9 2021でレースを想定するという動きも見られた。

## 枠順
| 枠番 | 馬番 | 競走馬名           | 性齢 | 騎手       | 斤量 [kg] | 調教師 | 調教師         | 単勝人気 | 単勝人気 | 馬体重 [kg] |
| 枠番 | 馬番 | 競走馬名           | 性齢 | 騎手       | 斤量 [kg] | 所属   | 氏名           | オッズ   | 人気     | 馬体重 [kg] |
| ---- | ---- | ------------------ | ---- | ---------- | --------- | ------ | -------------- | -------- | -------- | ----------- |
| 1    | 1    | カレンブーケドール | 牝4  | 津村明秀   | 55        | 美浦   | 国枝栄         | 024.9    | 5        | 474         |
| 2    | 2    | アーモンドアイ     | 牝5  | C.ルメール | 55        | 美浦   | 国枝栄         | 002.2    | 1        | 490         |
| 2    | 3    | ワールドプレミア   | 牡4  | 武豊       | 57        | 栗東   | 友道康夫       | 045.4    | 7        | 482         |
| 3    | 4    | キセキ             | 牡6  | 浜中俊     | 57        | 栗東   | 角居勝彦       | 044.6    | 6        | 508         |
| 3    | 5    | デアリングタクト   | 牝3  | 松山弘平   | 53        | 栗東   | 杉山晴紀       | 003.7    | 3        | 474         |
| 4    | 6    | コントレイル       | 牡3  | 福永祐一   | 55        | 栗東   | 矢作芳人       | 002.8    | 2        | 456         |
| 4    | 7    | ミッキースワロー   | 牡6  | 戸崎圭太   | 57        | 美浦   | 菊沢隆徳       | 216.2    | 10       | 478         |
| 5    | 8    | ウェイトゥパリス   | 牡7  | M.デムーロ | 57        | 仏国   | A.マルチアリス | 136.9    | 9        | 478         |
| 5    | 9    | トーラスジェミニ   | 牡4  | 田辺裕信   | 57        | 美浦   | 小桧山悟       | 460.3    | 15       | 488         |
| 6    | 10   | パフォーマプロミス | 牡8  | 岩田望来   | 57        | 栗東   | 藤原英昭       | 312.5    | 12       | 466         |
| 6    | 11   | クレッシェンドラヴ | 牡6  | 内田博幸   | 57        | 美浦   | 林徹           | 432.9    | 14       | 500         |
| 7    | 12   | マカヒキ           | 牡7  | 三浦皇成   | 57        | 栗東   | 友道康夫       | 226.1    | 11       | 502         |
| 7    | 13   | ユーキャンスマイル | 牡5  | 岩田康誠   | 57        | 栗東   | 友道康夫       | 101.1    | 8        | 498         |
| 8    | 14   | ヨシオ             | 牡7  | 勝浦正樹   | 57        | 栗東   | 森秀行         | 321.6    | 13       | 486         |
| 8    | 15   | グローリーヴェイズ | 牡5  | 川田将雅   | 57        | 美浦   | 尾関知人       | 017.2    | 4        | 464         |

単勝オッズ2.2倍の1番人気に推されたのは、アーモンドアイであった。続いて2.8倍の2番人気にコントレイル、3.7倍の3番人気にデアリングタクトが推され、三冠馬3頭が上位人気を形成した。続いてグローリーヴェイズ、重賞未勝利のカレンブーケドール、キセキ、ワールドプレミアの順で人気を集め、ここまでが50倍台以内のオッズとなった。美浦トレーニングセンターの国枝栄調教師は2頭、栗東トレーニングセンターの友道康夫調教師は3頭の管理馬を送り出し、同厩舎所属馬の複数頭が出走した。

## レース展開

決勝写真（再現）

ウェイトゥパリスがゲートへ入るのを嫌い、当初の発走時刻から5分順延しての発走となった。スタート直後、キセキとヨシオが先頭争いを行い、第1コーナーにてキセキが「エキサイト」（週刊Gallop）。折り合いを欠き、後続を離して「大逃げ」を展開することとなった。角居によると「前々に行こう」していたものの、大逃げは事前に計画されたものではなかったという。ヨシオやトーラスジェミニが続き、好スタートを切ったアーモンドアイやクレッシェンドラヴ、グローリーヴェイズ、カレンブーケドール、デアリングタクトが好位に位置。その後方にデアリングタクトをマークするコントレイルやワールドプレミア。最後方グループはマカヒキやユーキャンスマイル、ウェイトゥパリスが待機していた。キセキが先頭のまま、1000メートルを57秒9で通過。第3コーナーを過ぎたあたりでヨシオやトーラスジェミニが後退し、グローリーヴェイズが2番手に浮上した。

第1コーナー[135]
向こう正面[135]
第3コーナー[135][136]
第4コーナー[136]
最後の直線[135]

キセキが先頭のまま、最終コーナーに進入。それぞれキセキを捕らえようと動き出す。アーモンドアイが手綱を持ったまま馬場の真ん中へ、グローリーヴェイズはほかより早めに動き、アーモンドアイをマークしながらコントレイルは大外から強襲、カレンブーケドールは外に持ち出して進出を試みた。アーモンドアイが残り400メートル付近で仕掛けると「しびれるような手応え」（スポーツ報知）を見せた。そして先に動き出したグローリーヴェイズとともにキセキを捕らえ、残り100メートル手前で先頭となった。やがてアーモンドアイはグローリーヴェイズとも差を広げた。後方では上がり3ハロンメンバー中最速の34.3秒の末脚を使うコントレイルや、カレンブーケドール、デアリングタクトなどが、先頭に遅れてキセキを交わし、追い上げを開始。しかし、2番手で伸びあぐねるグローリーヴェイズを交わしたのみで、アーモンドアイには届かなかった。アーモンドアイが後方に1と4分の1馬身離して先頭で入線。2番手はコントレイル、そのクビ差後ろにその他内側からグローリーヴェイズ、デアリングタクト、カレンブーケドールが馬体を併せて入線した。

## 競走結果

### 着順
| 着順 | 枠番 | 馬番 | 競走馬名           | 騎手       | 斤量 | タイム | 着差     | 上がり3F | 単勝オッズ | 人気 |
| ---- | ---- | ---- | ------------------ | ---------- | ---- | ------ | -------- | -------- | ---------- | ---- |
| 1    | 2    | 2    | アーモンドアイ     | C.ルメール | 55   | 2:23.0 |          | 34.7     | 002.2      | 1    |
| 2    | 4    | 6    | コントレイル       | 福永祐一   | 55   | 2:23.2 | 1馬身1/4 | 34.3     | 002.8      | 2    |
| 3    | 3    | 5    | デアリングタクト   | 松山弘平   | 53   | 2:23.2 | クビ     | 34.4     | 003.7      | 3    |
| 4    | 1    | 1    | カレンブーケドール | 津村明秀   | 55   | 2:23.2 | ハナ     | 34.8     | 024.9      | 5    |
| 5    | 8    | 15   | グローリーヴェイズ | 川田将雅   | 57   | 2:23.3 | クビ     | 35.2     | 017.2      | 4    |
| 6    | 2    | 3    | ワールドプレミア   | 武豊       | 57   | 2:23.8 | 3馬身    | 35.0     | 045.4      | 7    |
| 7    | 4    | 7    | ミッキースワロー   | 戸崎圭太   | 57   | 2:23.8 | クビ     | 34.7     | 216.2      | 10   |
| 8    | 3    | 4    | キセキ             | 浜中俊     | 57   | 2:24.1 | 2馬身    | 38.9     | 044.6      | 6    |
| 9    | 7    | 12   | マカヒキ           | 三浦皇成   | 57   | 2:24.2 | クビ     | 35.1     | 226.1      | 11   |
| 10   | 5    | 8    | ウェイトゥパリス   | M.デムーロ | 57   | 2:24.6 | 2馬身1/2 | 35.1     | 136.9      | 9    |
| 11   | 6    | 10   | パフォーマプロミス | 岩田望来   | 57   | 2:24.8 | 1馬身    | 35.6     | 312.5      | 12   |
| 12   | 7    | 13   | ユーキャンスマイル | 岩田康誠   | 57   | 2:25.0 | 1馬身    | 35.7     | 101.1      | 8    |
| 13   | 6    | 11   | クレッシェンドラヴ | 内田博幸   | 57   | 2:25.3 | 2馬身    | 37.0     | 432.9      | 14   |
| 14   | 5    | 9    | トーラスジェミニ   | 田辺裕信   | 57   | 2:25.6 | 1馬身3/4 | 37.5     | 460.3      | 15   |
| 15   | 8    | 14   | ヨシオ             | 勝浦正樹   | 57   | 2:29.2 | 大差     | 40.0     | 321.6      | 13   |

ウェイトゥパリスは、2020年11月30日から12月20日まで出走停止処分。さらに停止期間満了後に発走調教再審査が科されたが、このレースが引退戦であったため実効はなかった。

### 競走に関するデータ
| 決め手              | 楽抜出                                                                            |
| ハロンタイム        | 12.7 - 10.8 - 11.8 - 11.3 - 11.3 - 11.5 - 11.8 - 11.9 - 12.1 - 12.3 - 13.2 - 12.3 |
| 前半4ハロン         | 46.6秒（ハイペース）                                                              |
| 1000m通過タイム     | 57.9秒（キセキ）                                                                  |
| 上がり4ハロン       | 49.9秒                                                                            |
| 上がり3ハロン       | 37.8秒                                                                            |
| 優勝馬上がり3ハロン | 34.7秒                                                                            |
| 上がり3ハロン最速   | 34.3秒（コントレイル）                                                            |
| 第2コーナー         | 4―――(9,14)―15(2,11)5,1―6,3,10,7―12,13,8                                           |
| 第3コーナー         | 4―――(15,9)(2,11)14(1,5)―6,3,10,7―(12,13)8                                         |
| 第4コーナー         | 4―――(15,9)(2,11)1―(3,5)6(12,7)(14,10,13)8                                         |

## 払戻

### 配当
|        | 馬番  | 配当   | 人気    | 的中票数     | 投票数          | 売得金            |
| ------ | ----- | ------ | ------- | ------------ | --------------- | ----------------- |
| 単勝   | 2     | 0220円 | 1番人気 | 0705万0755票 | 001949万3307票  | 019億4933万0700円 |
| 複勝   | 2     | 0110円 | 1番人気 | 0342万8333票 | 001147万1775票  | 011億4717万7500円 |
| 複勝   | 6     | 0110円 | 2番人気 | 0242万9288票 | 001147万1775票  | 011億4717万7500円 |
| 複勝   | 5     | 0120円 | 3番人気 | 0209万7884票 | 001147万1775票  | 011億4717万7500円 |
| 枠連   | 2-4   | 0350円 | 1番人気 | 0098万9540票 | 000452万3451票  | 004億5234万5100円 |
| 馬連   | 2-6   | 0330円 | 1番人気 | 0656万0018票 | 002877万0304票  | 028億7703万0400円 |
| 馬単   | 2-6   | 0610円 | 1番人気 | 0215万7005票 | 001771万3806票  | 017億7138万0600円 |
| ワイド | 2-6   | 0170円 | 1番人気 | 0297万3199票 | 001842万9113票  | 018億4291万1300円 |
| ワイド | 2-5   | 0190円 | 2番人気 | 0241万1486票 | 001842万9113票  | 018億4291万1300円 |
| ワイド | 5-6   | 0220円 | 3番人気 | 0197万7099票 | 001842万9113票  | 018億4291万1300円 |
| 3連複  | 2-5-6 | 0300円 | 1番人気 | 1244万8373票 | 005123万5650票  | 051億2356万5000円 |
| 3連単  | 2-6-5 | 1340円 | 1番人気 | 0652万2402票 | 1億2110万5940票 | 121億1059万4000円 |

図中の「配当金」に太字強調を付したものは、ジャパンカップ史上、最も低い金額であることを示す。さらに、3連複と3連単についてはJRAGIで最低を記録した。
JRAGIは、2020年のスプリンターズステークスからすべて1番人気が勝利し、7連勝を達成。翌週のチャンピオンズカップでは4番人気のチュウワウィザードが勝利し、この7連勝という記録は、1985年の菊花賞から86年の桜花賞の記録と並んで、グレード制導入以降最長タイ記録となった。（1985年や1986年の詳細は、1985年の日本競馬及び1986年の日本競馬を参照。）
|            | 回 | 年   | 優勝馬             | 売得金            |
| ---------- | -- | ---- | ------------------ | ----------------- |
| 史上最多   | 15 | 1995 | ランド             | 396億7438万2900円 |
| 21世紀従来 | 21 | 2001 | ジャングルポケット | 252億7033万5100円 |
| 今回       | 40 | 2020 | アーモンドアイ     | 272億7433万4600円 |

ジャパンカップ1レースの売得金は272億7433万4600円に上り、第39回ジャパンカップに比べて47.5パーセント増加。21世紀以降最多の売得金額となった。売得金が270億円を超えたのは、1999年の第19回ジャパンカップ（優勝馬:スペシャルウィーク）以来のことである。また開催当日の東京競馬の売得金は371億6919万5300円に上り、第39回ジャパンカップに比べて38.5パーセント増加した。
2020年秋の東京開催は、新型コロナウイルスの流行に伴い、指定席券を事前にインターネットで予約購入した人のみが入場できる措置が取られていた。通常営業では自由席として扱われていた観覧席の一部を「スマートシート」とし、指定席を新設するなど、感染防止を施された4384の指定席が設けられ、それに対して5万587件の応募があった。競争率は11.54倍に上り（週刊Gallop）、「プラチナチケット」（デイリースポーツ）と化したのである。開催当日の総入場人員は4604人。そのうち有料入場人員は3942人であった。

### 当日のWIN5（5重勝単勝式）
955万5684票が投じられ、売り上げは9億5556万8400円に上った。
| 対象順          | 1                                  | 2                                | 3                              | 4                             | 5                             |
| --------------- | ---------------------------------- | -------------------------------- | ------------------------------ | ----------------------------- | ----------------------------- |
| 競走順          | 東京第10競走                       | 阪神第10競走                     | 東京第11競走                   | 阪神第11競走                  | 東京第12競走                  |
| 競走名          | シャングリラ賞                     | 立雲峡S                          | ウェルカムS                    | カノープスS（OP）             | ジャパンC（GI）               |
| 条件            | ダート1600m 2勝クラス （1000万下） | 芝外1600m 3勝クラス （1600万下） | 芝2000m 3勝クラス （1600万下） | ダート2000m オープン          | 芝2400m オープン              |
| 単勝人気        | 1番人気                            | 2番人気                          | 5番人気                        | 7番人気                       | 1番人気                       |
| 勝利馬 （鞍上） | オーバーディリバー （戸崎圭太）    | サトノウィザード （鮫島良太）    | ヒシイグアス （松山弘平）      | ハナズレジェンド （坂井瑠星） | アーモンドアイ （C.ルメール） |
| 馬番            | 9                                  | 3                                | 12                             | 14                            | 2                             |
| 残票数          | 218万8622票                        | 69万0302票                       | 5万0462票                      | 631票                         | 212票                         |

的中票数は212票。315万5170円の配当となった。

## 達成された記録

### アーモンドアイ
- 第38回ジャパンカップ（2018年）以来のジャパンカップ2勝目。JRA-GIはヴィクトリアマイル 、第162回天皇賞（秋）に次いで2020年3勝目、通算8勝目で[154][149] 、グレード制導入以降最多となった[149]。
- JRA重賞も同様に2020年3勝目であり、GI勝利にシンザン記念（GIII）を含めて9勝目[154]。重賞9勝は、牝馬ではヒシアマゾンと並んで最多勝利である[149]。同様に9勝の内6勝は東京競馬場で施行されたもので、ウオッカと並び最多勝利である[149]。
- JRAの競走で獲得した賞金は15億1956万3000円で歴代3位。JRA以外の競走（ドバイターフ勝利）を含めると19億1526万3900円でキタサンブラックを抜き歴代1位となった[154][149]。
- 単勝1番人気、牝馬及び美浦トレーニングセンター所属の関東馬の勝利は、第38回ジャパンカップ（2018年、アーモンドアイ）以来のことである[154][149]。
- 日本調教馬の勝利は、2006年のディープインパクト以降15連勝（2019年は外国調教馬の参戦なし）[154][149]。
- 馬番2からの発走での勝利は、2011年のブエナビスタ以来[154][149]。
- 三冠馬同士の直接対決で、年上の馬による勝利は史上初[155]。

クリストフ・ルメール（騎手）
- ジャパンカップは、2018年のアーモンドアイ以来3勝目である[154][149]。
- JRA-GIは、アーモンドアイで勝利した天皇賞（秋）（第162回天皇賞）以降、エリザベス女王杯（優勝馬:ラッキーライラック）、マイルチャンピオンシップ（優勝馬:グランアレグリア）と実施された4連勝で2020年8勝目、通算35勝目[154]。JRA重賞は、同じく天皇賞（秋）から5週間連続で勝利を挙げ、2020年17勝目、通算107勝目[154][149]。

国枝栄（調教師）
- ジャパンカップは、2018年のアーモンドアイ以来通算2勝目である。JRA-GIは、アーモンドアイの3勝が2020年の勝利数である。JRA重賞は天皇賞（秋）以来で2020年4勝目、通算54勝目である[154][149]。

ロードカナロア（父）
- ジャパンカップは、2018年のアーモンドアイ以来通算2勝目である。JRA-GIは2020年3勝目、通算11勝目であり、JRA重賞は2020年12勝目、通算34勝目[154][149]。

## 競走後
| ｢今日はサヨナラパーティーでした。絶対に日本で一番強い馬。｣ |
| —クリストフ・ルメール                                      |

競走後クリストフ・ルメールは、夫人が作成した「9冠マスク」を装着し会見に臨んだ。天皇賞（秋）では涙を流したが、「きょうはノークライ、ノーサッドです」として笑顔であった。逃げたキセキが作ったペースについて「一番強い馬が勝つ流れ」「この感じだったら勝てると思った」とし、最後の直線では「後ろからは何も聞こえなかった」と告白した。
この勝利により、アーモンドアイは2020年のGIを3勝。その他2020年は、三冠を達成し同じく3勝を記録したコントレイル、同様に牝馬三冠のデアリングタクト。さらに安田記念、スプリンターズステークス、マイルチャンピオンシップを制覇したグランアレグリアの4頭のGI3勝馬が誕生。そのため、年度代表馬の選考に影響を与えることとなった。木南友輔は、ジャパンカップの直接対決の勝敗からアーモンドアイを「有力」とした一方、牡馬クラシック三冠達成馬は、すべて年度代表馬となっているからコントレイルを推す声も紹介した。
日本経済新聞では、史上初の三冠馬3頭が揃った一戦について、「牝馬にあっては、三冠路線がスターの登竜門として機能している一方、牡馬三冠は（中略）三冠路線から古馬主流路線への連結が目詰まりを起こしている。10月後半に、3000メートルの3歳限定GI・菊花賞を置くことの負担が大きすぎる」「今回の盛況と別に、秋に3歳限定の3000メートルのGI（菊花賞）を置く問題点を、再考する必要がある」と、牡馬三冠と牝馬三冠を比較して牡馬が古馬主流路線に挑むこと、菊花賞が10月下旬に開催されることについて問題提起している。

### 出走馬のその後
アーモンドアイは美浦トレーニングセンターに戻った後、12月3日にノーザンファーム天栄に放牧に出された。19日に中山競馬場で引退式が行われることが決定し、競走馬登録を抹消したのち、北海道勇払郡安平町のノーザンファームにて繁殖牝馬となる予定である。
カレンブーケドールやワールドプレミア、ミッキースワロー、キセキ、ユーキャンスマイルは有馬記念への出走を予定している。さらにnetkeiba.comによれば、クレッシェンドラヴやトーラスジェミニの出走も想定されている。
一方コントレイルやデアリングタクト、グローリーヴェイズは2020年は休養することになった。
ヨシオはジャパンカップの翌週に行われるチャンピオンズカップ（GI）で連闘を敢行し、出走16頭中16着の最下位に敗れた。
この競走の出走馬のうちアーモンドアイ・コントレイルが後に殿堂入りしており、後の顕彰馬同士の直接対決は第32回ジャパンカップ以来8年ぶりとなった。

## 評価
翌日の紙面には、「最強証明」（スポーツ報知）「世界最強」（日刊スポーツ）「最強から伝説へ」（スポーツニッポン）「最強女王のまま引退」（サンケイスポーツ）との見出しがつけられ、報道された。
レースについて坂口正大は「初めて味わう感動」とし、アーモンドアイについて小島太は「サラブレッドとしての完成形」「史上最高の馬」と評価。鈴木康弘は芝の状態が悪い馬場の内側を選択し、2400メートルという距離を持たせた鞍上のルメールを「英断」とした。

## テレビ・ラジオ中継
本レースのテレビ・ラジオ放送の実況担当者は、以下の通り。
- 日本放送協会（NHK、BS1にて放送）[178]
  - 実況：浅井僚馬（広島拠点放送局）
  - パドック実況：高木修平（東京アナウンス室）
  - 番組司会：髙木優吾（仙台拠点放送局）
  - 解説：鈴木康弘（日本調教師会名誉会長）
- ラジオNIKKEI - 中野雷太（スポーツ情報部長）
- フジテレビ
  - 実況: 福原直英（アナウンス室副部長）
  - 解説: 板津雄志（サンケイスポーツ記者）・岡部幸雄（JRA裁定委員会外部委員)
- ニッポン放送 - 清水久嗣
- ラジオ日本 - 細淵武揚
- TBSラジオ - 小笠原亘
- 文化放送 - 高橋将市
- MBSラジオ - 仙田和吉